# Das zweite Leben des Friedrich Wilhelm Georg Platow
Das zweite Leben des Friedrich Wilhelm Georg Platow ist ein deutscher Spielfilm der DEFA von Siegfried Kühn aus dem Jahr 1973.

## Handlung
Friedrich Wilhelm Georg Platow ist 57 Jahre alt und seit 34 Jahren Schrankenwärter im kleinen Dorf Luege. Nun soll die Strecke elektrifiziert werden und Platow gilt beim Verantwortlichen Zolle als nicht fortbildungsfähig. Nicht nur, weil er für eine Umstellung zu alt ist: Vor vielen Jahren war ihm bereits ein Weiterbildungslehrgang angeboten worden und er lehnte ab. Der Angestellte Rennmark wiederum beharrt darauf, dass sich Platows Fall nicht nur über die Kaderakte erschließen lasse, und will ihm eine Chance zur Qualifizierung geben. Da Rennmark überraschend verstirbt, setzt sich Zolle durch. Platow soll nun Dienst an einem Nebengleis übernehmen, den bisher sein Sohn Georg Friedrich Wilhelm versah. Sohn Platow wiederum soll auf den Qualifizierungslehrgang geschickt werden. Ganz in der Familientradition weigert sich der Sohn jedoch und Platow fasst heimlich den Entschluss, als sein Sohn selbst am mehrwöchigen Qualifizierungslehrgang an der Verkehrsschule teilzunehmen. Er frisiert und kleidet sich anders (Lederjacke, weiße Jeans, Sonnenbrille) und begibt sich zum Lehrgang. Auf der Zugfahrt zur Verkehrsschule trifft er auf Malvine, an der er sein Alter testet. Sie durchschaut ihn jedoch und gibt ihm Tipps, wie er jünger wirken könne, so solle er anders laufen und sich anders benehmen. An der Verkehrsschule geht er tatsächlich als Enddreißiger durch und bezieht ein Zimmer mit Ditfurt. Er tut sich mit dem Lernstoff schwer, spickt und versagt bei der Simulation an der Modelleisenbahnanlage. Er ist nah daran, alles aufzugeben, hat jedoch auch ein Interesse daran, in Malvines Nähe zu sein, in die er sich verliebt hat. In seinem Lehrer Schildt hat er dabei jedoch einen Konkurrenten. Schildt, Malvine, Ditfurt und Platow gehen in ein Klassikkonzert und in eine Disko, in der die Puhdys zum Tanz aufspielen; Platow und Malvine besuchen auch zusammen ein Verkehrsmuseum. An einem alten Bahndamm findet Platow eine ausgelagerte Eisenbahn-Draisine, die er wieder flott machen und dem Verkehrsmuseum schenken will. Es gibt jedoch ein Problem: Die Draisine könnte nur auf dem Schienenweg zum Museum gebracht werden.
Malvine entscheidet sich am Ende gegen Platow und Schildt, da sie zu ihrem früheren Mann, einem berühmten Schauspieler in Berlin, zurückkehren will. Im anschließenden Gespräch von Schildt und Platow verrät Platow aus Versehen sein wahres Alter. Der Betrugsfall sorgt für Aufsehen und bringt sogar einen Investigativ-Reporter zur Verkehrsschule. Die Institution spricht den Fall durch und beschließt, dass so etwas zukünftig nicht mehr vorkommen wird. Platow soll vom Lehrgang ausgeschlossen werden, habe er das Prinzip der elektronischen Schaltung doch sowieso nicht verstanden. Platow geht, setzt die Draisine auf die Schienen und fährt mit ihr los. Durch die automatische Blockierung bestimmter Strecken aufgrund der Elektrifizierung der Eisenbahn hat Platow freie Fahrt. Wird er auf ein Nebengleis umgelenkt, hebt er die Draisine auf das Hauptgleis zurück. Die Männer in der Schaltzentrale erkennen, dass sie es hier mit einer Person zu tun haben müssen, die sich mit der elektronischen Schaltung bestens auskennt. Schildt und seine Schüler sind gerade in der Zentrale und sehen schließlich Platow auf der Draisine. Schildt rennt hinter ihm her und fleht ihn an, endlich von der Draisine abzusteigen. Er habe bewiesen, dass er mit der modernen Technik umgehen könne und werde den Qualifizierungslehrgang mit einer 1 bestehen. Wenig später sieht man Platow im Dienst für die Bahn – in einer Großstadt.

## Produktion
Das zweite Leben des Friedrich Wilhelm Georg Platow wurde ab 1972 unter anderem in Dresden gedreht. Einzelne Szenen entstanden im Verkehrsmuseum sowie im Zeunerbau der Technischen Universität Dresden vor den dortigen „Zappelschränken“, mehreren Dutzend Getriebemodellen hinter Glas, die per Knopfdruck in Bewegung gesetzt werden können. Die Kostüme schuf Eva Sickert, die Filmbauten stammen von Georg Wratsch. Die Band Puhdys spielt im Film die Lieder Als wir gestern schieden, Kranich & Schwan und Himmelhoch lodern Feuer.
Der Film wurde noch vor der Premiere von der SED kritisiert, da er die Arbeiterklasse verzerrt darstelle. Daher lief der Film ab 1. Juni 1973 ohne vorherige Premiere in wenigen Kopien ausschließlich in Studiokinos an, wurde kaum rezensiert und durfte auch nicht ins Ausland exportiert werden. Am 25. Oktober 1977 lief er auf DDR 2 erstmals im Fernsehen der DDR und wurde am 25. September 1996 auf ORB zum ersten Mal im gesamtdeutschen Fernsehen gezeigt. Icestorm veröffentlichte den Film 2007 auf DVD.

## Kritik
Der filmdienst nannte Das zweite Leben des Friedrich Wilhelm Georg Platow eine „satirische Komödie, die nicht zuletzt das Betroffensein des Individuums durch wissenschaftlich-technischen Fortschritt spiegelt.“ Das Spiel des Hauptdarstellers Fritz Marquardt wurde als „herausragend“ gelobt. Auch andere Kritiker nannten die Hauptrolle „ideal besetzt“ und den Film eine Kostbarkeit sowie den besten Film des Regisseurs Kühn.
Für Cinema war der Film ein „hintergründiger Spaß der DEFA.“